# مكتبة الملك فهد الوطنية
مكتبة الملك فهد الوطنية هي مكتبة وطنية تقع في مدينة الرياض عاصمة المملكة العربية السعودية أعلن عن إنشاء المكتبة في الحفل الذي أقيم بمناسبة تولي الملك فهد مقاليد الحكم عام 1403 هـ/1983م، وهي مبادرة من أهالي مدينة الرياض، وقد تم البدء في تنفيذ مشروع مبنى المكتبة عام 1406 هـ/1986م.
تقع مكتبة الملك فهد الوطنية على أرض مساحتها (58,000) متر مربع تقريباً خصصت منها مساحة (30,000) متر مربع حديقة للمكتبة وممشى ولمبناها (28,000) متر مربع، وتبلغ مسطحات مبناها الرئيس (23,000) متر مربع، وأصبح إجمالي المساحة بعد التوسعة الحالية 87 ألف متر مربع شاملة المواقف الخاصة بموظفي المكتبة الواقعة تحت مستوى سطح الأرض، إضافة إلى مبنى المكتبة القديم.

## معلومات عامة
تعد المكتبة معلم تذكاري شيد على نفقة المواطنين؛ ليكون تحفة معمارية بالتعاون مع هيئة تطوير مدينة الرياض التي قدمت الأرض والإشراف الفني والمعماري؛ والإداري، وقد صمم المبنى ليكون مكتبة عامة، ثم حولت إلى مكتبة وطنية للمملكة العربية السعودية، بناء على اقتراح خادم الحرمين الشريفين الملك سلمان بن عبد العزيز، الذي كانت له اليد الطولى في إنشاء المكتبة وتجهيزها، حيث كان رئيس اللجنة الاستشارية في مرحلة الإنشاء، فكسبت البلاد مكتبة وطنية بعد طول انتظار، حيث كانت فكرة إنشاء المكتبة الوطنية تتكرر مع الخطط الخمسية الأربع الماضية.

## تاريخها
رغبة من أهالي مدينة الرياض في التعبير عن مشاعر الحب والولاء لخادم الحرمين الشريفين الملك فهد بمناسبة توليه مقاليد الحكم عام 1402 هـ رأوا أن يعبروا عن ذلك باقامة معلم تذكاري، فكان الإعلان عن مشروع المكتبة والذي حظي بدعم مادي من الدولة نفسها.
يتكون المبنى من دور أرضي تعلوه ثلاثة أدوار تغطيها قبة سماوية غاية في الجمال، وقد صمم بطابع معماري حديث مزين بالزخارف العربية والنقوش الرخامية، ولعل من أهم ميزات هذا الصرح الثقافي الكبير وقوعه في منطقة حيوية مهمة بين طريق الملك فهد من جهة الغرب وشارع العليا العام من جهة الشرق، وهذا الموقع يعطي المكتبة إمكانية النجاح في أداء دورها بنسبة كبيرة نظرًا لسهولة الوصول إليها ووضوح المكان وبروزه، فهو قلب الرياض الحديث، كما تتوافر داخل المكتبة نفسها أماكن للاستراحة والانتظار.
بدئ في تنفيذ المشروع عام 1406هـ تحت إشراف أمانة مدينة الرياض، وفي عام 1408هـ تكونت إدارة مؤقتة؛ تفرغت للتخطيط لعملية تنمية المجموعات وتنظيمها وإعدادها، ووضع نواة الجهازين الإداري والفني لها، وفي عام 1409هـ تم البناء والتأثيث والتجهيز. لقد تمكنت مكتبة الملك فهد الوطنية خلال المدة الوجيزة منذ إنشائها من تحقيق كثير من الإنجازات الطموحة، التي انطلقت أساسًا من تكوين البنية الأساسية في التنظيم وتطوير الكوادر البشرية وتنمية مقتنيات المكتبة وتجهيزاتها اللازمة، لتنفيذ مهامها، وتحقيق أهدافها في مجالات التوثيق وحفظ الإنتاج الفكري السعودي، وتقديم الخدمات المعلوماتية، بما يتلاءم مع التنمية الشاملة التي تشهدها المملكة العربية السعودية.
وفي مجال بناء المقتنيات فقد اقتنت المكتبة كثيرًا من أوعية المعلومات المطبوعة، والمواد السمعية والبصرية، مثل الأقراص البصرية والمصغرات، والوثائق المحلية، والمسكوكات، والكتب النادرة، والمخطوطات، كما حصلت المكتبة أخيراً على الدفعة الأولى من المخطوطات العربية النفيسة من جامعة برنستون الأمريكية وهي عبارة عن مصورات من مجموع المخطوطات والكتب النادرة التي تلقتها المكتبة هدية من صاحب السمو الملكي الأمير فيصل بن فهد بن عبد العزيز الرئيس العام لرعاية الشباب.
ومنذ تطبيق نظام الإيداع والترقيمات الدولية عام 1414هـ، تمكنت المكتبة من تسجيل وفهرسة كثير من الكتب والدوريات الجارية، كما بدأت في إعداد الترتيبات النهائية لتسجيل الأوعية السمعية والبصرية وإيداعها حسب متطلبات نظام الإيداع الوطني. وبذا فإن المكتبة تقتني منها أكبر مجموعة يضمها مكان واحد، وعمليات التوثيق والتسجيل التي تقوم بها المكتبة غيرت نمط الإحصاءات التقديرية السائدة عن حجم الإنتاج الفكري السعودي، سواء في المصادر المحلية أو الأجنبية، ومنذ أن أصبحت المكتبة المركز الوطني للإيداع والتسجيل أسهمت بدور إيجابي في تحسين شكل الكتاب السعودي، ونشره، والتعريف به، وذلك من خلال الفهرسة في أثناء النشر وتخصيص الأرقام المعيارية الدولية.
كما أن المكتبة تولي عناية للتجهيزات ونظم الحفظ والاسترجاع، وترميم وصيانة المخطوطات والكتب النادرة، كما قامت المكتبة بتكوين قواعد البيانات، وعمليات التوثيق الآلية، وكذلك الحصول على مصادر المعلومات على أقراص بصرية، وبناء شبكات المعلومات الداخلية التي تساعد على تنظيم المعلومات وتداولها.
وفي مجال خدمات المعلومات، تقوم المكتبة بتقديم المعلومات والإجابة عن الاستفسارات المباشرة، وعبر وسائل الاتصالات المختلفة.
كما تشارك المكتبة بدور فعال في المعارض المحلية والعربية بنشر وعرض مطبوعاتها وغيرها من الإنتاج الفكري السعودي، هذا إلى جانب الاتصالات، والبرامج التعاونية، وتبادل المعلومات والمطبوعات مع الجهات العربية والأجنبية، مما يعكس الدور الثقافي والحضاري الذي تقوم به المكتبة داخليًا وخارجيًا.
في عام عام 2014م، نفذ مشروع توسعة نطاق المكتبة وتطوير شكلها الخارجي لتصبح معلماً معمارياً وثقافيا في وسط العاصمة الرياض، بمساحة تقدر بـ 87 ألف متر مربع، بعد أن كانت مساحتها الإجمالية 21 ألف متر مربع.

## نظام المكتبة
صدر قرار مجلس الوزراء رقم (80) في 6/5/1410هـ بالموافقة على نظام المكتبة وهيكلها الإداري، وتمت المصادقة على ذلك بالمرسوم الملكي الكريم رقم (م/9) وتاريخ 13/5/1410هـ. وقد تضمن النظام مجموعة مواد تحدد مهام وأهداف المكتبة على النحو التالي:
المادة الأولـى:
تحول مكتبة الملك فهد إلى مكتبة وطنية للمملكة العربية السعودية باسم (مكتبة الملك فهد الوطنية). وتكون لها شخصية اعتبارية مستقلة، وترتبط إداريًا بديوان رئاسة مجلس الوزراء، ويكون مقرها مدينة الرياض، ويجوز إنشاء فروع لها داخل المملكة.
المادة الثانية:
تهدف المكتبة إلى اقتناء الإنتاج الفكري وتنظيمه وضبطه وتوثيقه والتعريف به ونشره. ولها في سبيل تحقيق ذلك – من غير تحديد لاختصاصها – ما يلي:
1. جمع كل ما نشر داخل المملكة.
2. جمع ما ينشره أبناء المملكة خارجها.
3. جمع ما ينشر عن المملكة.
4. جمع ما يعبر من الموضوعات الحيوية للمملكة من إنتاج فكري عالمي.
5. جمع كل ما يمكن جمعه من الإنتاج الفكري في الخارج، مما يساعد على دراسة الحضارة الإنسانية ومسايرتها في مختلف نواحيها.
6. جمع كتب التراث والمخطوطات والمصورات النادرة والمطبوعات والوثائق المنتقاة، وبالأخص ما له علاقة بالحضارة العربية والإسلامية.
7. تسجيل ما يودع لديها وفقًا للأنظمة.
8. إصدار الببليوجرافيا الوطنية والفهارس الموحدة وغيرها من أدوات التوثيق.
9. إنشاء قواعد للمعلومات الببليوجرافية.
10. تقديم الدراسات المرجعية للأجهزة والهيئات الحكومية.
11. تقديم الخدمات المرجعية والإعارة للأفراد والأجهزة والهيئات الحكومية والخاصة.
12. تمثيل المملكة في اللقاءات والمؤتمرات التي تتطلب تمثيلاً دوليًا، وذلك في مجال اختصاصها.
13. التعاون وتبادل المعلومات والمطبوعات مع المكتبات والهيئات والمنظمات الدولية.
14. إقامة وتنظيم معارض الكتب والندوات والمؤتمرات.
15. قيادة وتطوير أعمال وخدمات المكتبات ومراكز المعلومات عن طريق:

- المشاركة بدور أساس في وضع الخطط الوطنية لأنظمة المكتبات والمعلومات والوثائق بالتنسيق مع الجهات المعنية.
- المشاركة بدور أساس في وضع المواصفات والمقاييس الببليوجرافية الوطنية بالتنسيق مع الجهات المعنية وتشجيع ومتابعة تطبيقها في المكتبات ومراكز المعلومات.
- تنفيذ برامج استثمار المعلومات بما في ذلك إنشاء شبكة معلومات تعاونية بين المكتبات ومراكز المعلومات.
- الإسهام في إعداد ونشر البحوث والدراسات والأدلة الخاصة بأعمال المكتبات والمعلومات.

المادة الثالثـة:
يكون للمكتبة مجلس أمناء يتكون من:
- رئيس للمجلس وخمسة أعضاء ممن لهم اهتمام بشؤون المكتبات، يتم اختيارهم بأمر ملكي، وتكون مدة عضويتهم ثلاث سنوات قابلة للتجديد مرة واحدة فقط.
- أمين المكتبة. عضوًا.

المادة الرابعـة:
مجلس الأمناء هو السلطة المسؤولة عن رسم السياسة العامة للمكتبة في حدود هذا النظام والأنظمة الأخرى ذات العلاقة، وله أن يتخذ جميع القرارات اللازمة لتحقيق أهداف المكتبة وعلى وجه الخصوص:
1. اقتراح الأنظمة الخاصة بالإيداع النظامي وحقوق الملكية الفكرية، وحماية التراث الفكري الوطني وغير ذلك من الأنظمة ذات العلاقة بمجال عمل المكتبة.
2. إصدار اللوائح المالية والإدارية التي تسير عليها المكتبة، واللوائح التي تنظم شؤون منسوبيها بالاشتراك مع وزارة المالية والاقتصاد الوطني والديوان العام للخدمة المدنية بما يتفق والأنظمة القائمة.
3. إصدار اللوائح التنفيذية لهذا النظام.
4. اعتماد برامج المكتبة ومشروعاتها.
5. اقتراح مشروع ميزانية المكتبة والنظر في حسابها الختامي تمهيدًا لرفعه إلى مجلس الوزراء.
6. تكوين لجان دائمة أو مؤقتة من بين أعضائه أو من غيرهم للقيام بما يكلفها به المجلس.

المادة الخامســة:
يعقد المجلس اجتماعاته بصفة دورية بناء على دعوة من رئيسه أو من ينيبه أو من أغلبية الأعضاء وفقا للائحة داخلية يصدرها المجلس، على أن لا تقل اجتماعاته عن أربعة اجتماعات خلال العام، ولا يكون اجتماع المجلس نظاميّاً إلا بحضور الأغلبية المطلقة لأعضائه على أن يكون من بينهم الرئيس أو من ينيبه عنه، وتصدر القرارات بموافقة الأغلبية المطلقة للحاضرين، وعند التساوي يرجح الجانب الذي منه الرئيس.
المادة السادسـة:
يكون للمكتبة أمين بمسمى «أمين مكتبة الملك فهد الوطنية» لا تقل مرتبته عن الخامسة عشرة.
المادة السابعـة:
أمين المكتبة هو المسؤول التنفيذي عن إدارة المكتبة في حدود ما يقضي به هذا النظام، وما يقرره مجلس الأمناء، كما أنه يمثلها أمام القضاء والهيئات والمؤسسات الأخرى، وتحدد صلاحياته ومسؤولياته بموجب لائحة داخلية يصدرها مجلس الأمناء.
المادة الثامنة:
يسري على منسوبي المكتبة نظام الخدمة المدنية ولوائحه في الأمور التي لا يتم تنظيمها بموجب اللوائح التي تصدر وفقًا للفقرة الثانية من المادة الرابعة من هذا النظام، وفي كل الأحوال يسري نظام التقاعد المدني على الموظفين السعوديين. كما يسري نظام التأمينات الاجتماعية على العمال.
المادة التاسـعة:
تكون للمكتبة ميزانية مستقلة، وتتكون أموالها من:
1. الاعتمادات التي تخصص لها من ميزانية الدولة.
2. الدخل الذي تحصل عليه من ممارسة نشاطها.
3. الهبات والإعانات والمنح والوصايا التي تقدم للمكتبة، وتقبل حسب القواعد التي يضعها مجلس الأمناء.

المادة العاشرة:
مع عدم الإخلال برقابة ديوان المراقبة العامة يعين مجلس الأمناء مراقبًا أو أكثر للحسابات من الأشخاص الطبيعيين ممن تتوافر فيهم الشروط القانونية وتكون لهم حقوق المراقب في الشركات المساهمة وعليهم واجباته.
المادة الحادية عشـرة:
يلغي هذا النظام ما يتعارض معه.
المادة الثانية عشـرة:
يعمل بهذا النظام اعتبارا من تاريخ نشره في الجريدة الرسمية.

## موقعها

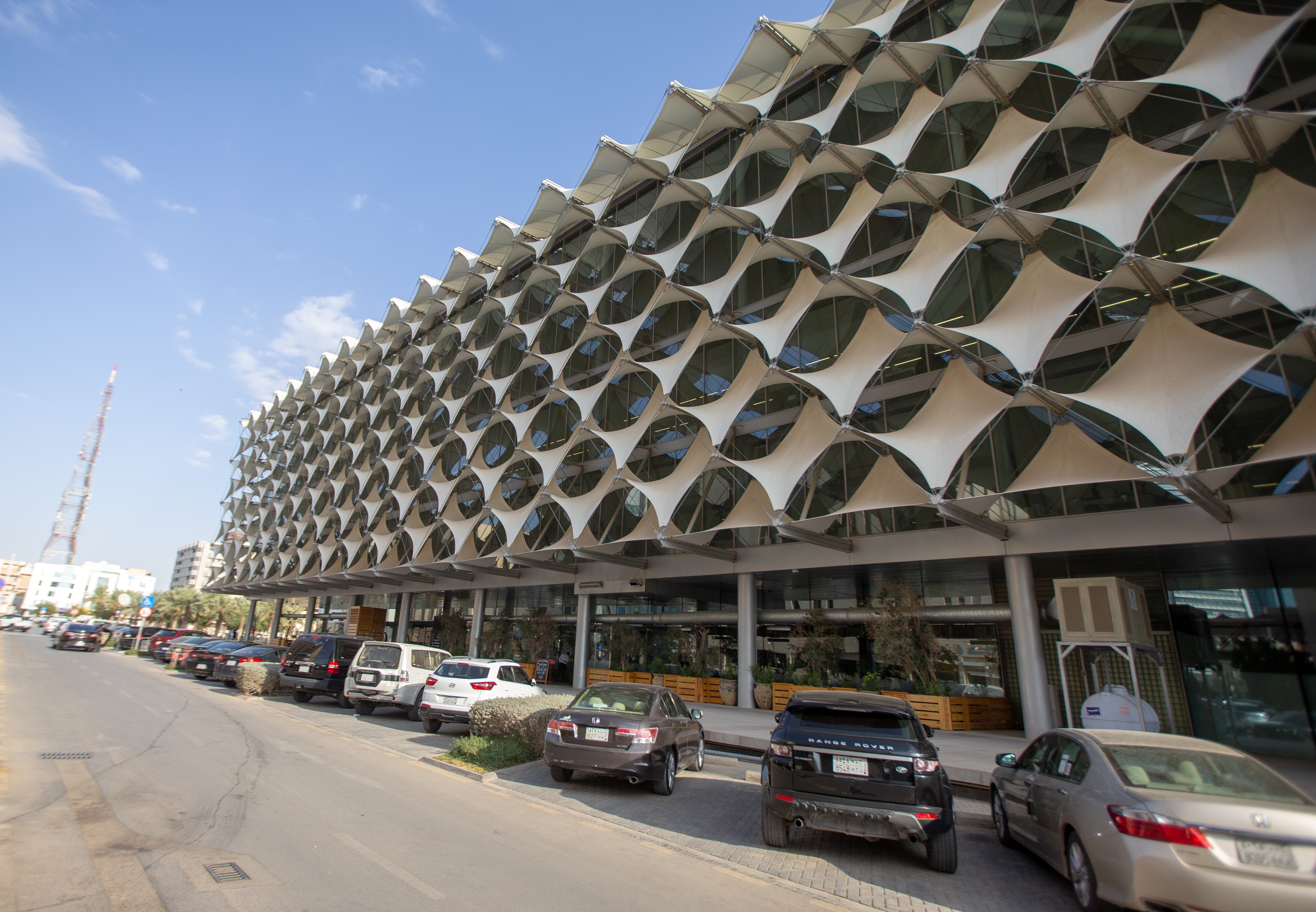
مكتبة الملك فهد الوطنية من الخارج

تقع المكتبة قلب العاصمة الرياض، في منطقة حيوية بين طريق الملك فهد، من جهة الغرب وشارع العليا العام من جهة الشرق، ويتكون المبنى من دور أرضي تعلوه ثلاثة أدوار، تغطيها قبة سماوية، وقد صمم بطابع معماري حديث مزين بالزخارف العربية والنقوش الرخامية، كما تتوافر داخل المكتبة نفسها أماكن للاستراحة والانتظار. ويتوافر للمكتبة مواقف في فنائها حول أسوارها من الجهات الأربع تتسع لحوالي (300) سيارة.

## إدارات المكتبة[9]
| الإدارة                              | مهامها |
| ------------------------------------ | --- |
| إدارة التعقيم والترميم               | ترميم وتعقيم المخطوطات والوثائق والنوادر |
| الإدارة العامة للمخطوطات والوثائق    | تسجيل وفهرسة واصدار فهرس وطني للمخطوطات |
| إدارة الإيداع النظامي                | إستلام وإيداع الرسائل الجامعية والصحف والمواد المطبوعة وغير المطبوعة، إصدار شهادات إيداع لجميع المواد التي يطبق عليها نظام الإيداع، والرد على استفسارات الباحثين. |
| الإدارة العامة لتقنية المعلومات      | الاشراف والعمل على كل الأمور التقنية الخاصة بالمكتبة |
| إدارة الإهداء والتبادل               | الإهداء والتبادل مع الهيئات الحكومية والأفراد داخليا وخارجيا، وتشجيع المؤلفين السعوديين من خلال شراء مؤلفاتهم والتعريف بها وإهدائها. |
| إدارة البحوث والنشر                  | تمثل الجهاز التنفيذي للمكتبة في مجال النشر. وتتولى وضع الخطط لبرامج النشر والطباعة. وتنفذ لائحة النشر في المكتبة. وتتولى مسؤولية الإشراف الإداري والفني لبرامج النشر والطباعة. |
| إدارة البوابة والخدمات الإلكترونية   | الإشراف على الخدمات الالكترونية للمكتبة |
| ادارة التخطيط والتطوير               | إعداد مشروع الخطة الخمسية العامة والخطط السنوية للمكتبة بالتنسيق والتعاون مع الوحدات الإدارية المختلفة. |
| التسجيل والترقيمات                   | تقوم الإدارة بمهام المركز الوطني لنظام الرقم الدولي المعياري للكتاب (ردمك)، وتقوم بمهام المركز الوطني لنظام الرقم الدولي المعياري للدوريات (ردمد). وتسجيل المطبوعات الدورية التي تصدر في المملكة. وتسجيل جميع أوعية المعلومات الأخرى وتخصيص أرقام لها .كما تقوم الإدارة بمهام الفهرسة قبل النشر. |
| إدارة التصنيف والفهرسة               | فهرسة وتصنيف وتزويد مصادر المعلومات العربية والاجنبية وغيرها من المهام المتعلقه بالتصنيف والفهرسة. |
| إدارة التكشيف والببليوجرافية الوطنية | تكشيف مقالات الدوريات المقتناة في المكتبة، وإصدار الكشاف الوطني للدوريات السعودية، وإصدار الببليوجرافية الوطنية السعودية وإصدار الببليوجرافيات الخاصة. |
| إدارة الحاسب الآلي                   | الدعم الفني والتقني |
| إدارة الدراسات والخدمات المرجعية     | استقبال طلبات وتلقي الاسئلة والاستفسارات المرجعية والإجابة عليها، وإرشاد رواد المكتبة وتعريفهم بالخدمات ومصادر المعلومات المتاحة وغيرها من المهام المتعلقة بالخدمات والدراسات. |
| إدارة الدوريات                       | كل ما يتعلق بالدوريات من اشتراك وفهرسة وتجديد |
| إدارة الفهرس السعودي الموحد          | إنشاء قاعدة ببليوجرافية متكاملة لجميع فهارس المكتبات السعودية بمختلف أنواعها وأحجامها، وتمكين الباحثين من الوصول إلى أوعية المعلومات بجميع أشكالها. |
| إدارة القاعة النسائية                | الاشراف على خدمات القاعة النسائية |
| إدارة الوثائق                        | بفرز الوثائق وفهرستها، وجمع الوثائق الأصلية المحلية الخاصة بالدولة السعودية. |
| إدارة الوسائل السمعية والبصرية       | الإشراف على المواد السمعية والبصرية الموجودة في القسم |
| إدارة مركز معلومات المملكة           | يهتم المركز بكل ما يتعلق بالسعودية من كتب عربية واجنبية والوثائق التي تتحدث عن السعودية في جميع المجالات، اقتناء اللوحات الفنية للفنانين السعوديين والاشراف عليها، وحفظ الارشيف الوطني للصور التاريخية                                                                                           |
| إدارة تنمية المجموعات                | متابعة الإصدارات الجديدة من الكتب والمصادر الأخرى، واقتناء بعض المكتبات الخاصة المعروضة للبيع، وتسجيل الكتب المقتناة، وإنهاء التعاميد المالية الخاصة بجميع أوعية المعلومات المقتناة لجميع الإدارات.                                                                                              |

## مقتنيات
- عدد الكتب وفقاً لآخر إحصائية : (2مليون وأربعمائة ألف من مختلف أوعية المعلومات)
- عدد مقتنيات الإيداع السعودي من كتب ودوريات وصحف: أكثر من (300000) مادة
- عدد العناوين السعودية: أكثر من (65000) عنوان
- معدلات التزويد السنوي بين (30 - 50) ألف كتاب
- يودع سنوياً قرابة 20 ألف وعاء معلوماتي
- عدد الرسائل الجامعية المودعة في المكتبة: أكثر من 60 ألف رسالة ماجستير ودكتوراه منها (23000) رسالة بنسخة إلكترونية
- أعداد الدوريات السعودية تصل لأكثر من 300 ألف صحيفة ومجلة
- يوجد أكثر من خمسة آلاف مخطوطة أصلية بالإضافة إلى أكثر من 75 ألف مخطوطة مصورة.[10]

## الببليوجرافية الوطنية السعودية
هي سجل يجمع ويوثق كل ما يتم إنتاجه فكرياً من قِبل السعوديين من مؤلفات مفردة ودوريات وأطروحات وتسجيلات سمعية وبصرية وغيرها من أوعية المعلومات التي تم نشرها وتمتلكها مكتبة الملك فهد الوطنية.

### أهدافها
ترصد الببليوجرافية مايصدر من أوعية المعلومات داخل المملكة العربية السعودية أومايتم إصداره أو دعمه من قِبل السعوديون أو المؤسسات السعودية وذلك من أعمال ومؤلفات خارج السعودية. وتقوم مكتبة الملك فهد بعملية الإيداع والجمع الاقتنائي الذي يدخل ضمن الإنتاج الفكري السعودي.

## وصلات خارجية
- الموقع الرسمي
- +طريق+الملك+فهد+الفرعي، +العليا، +الرياض+12211%E2%80%AD/@24.685612,46.6864859,17z/data=!4m2!3m1!1s0x3e2f0343c15a4fe3:0x60cc0eaad62b08bd الموقع على خرائط جوجل